# سام بلو
سام بلو (بالإنجليزية: Sam Blue)‏ هو مغن مؤلف بريطاني، ولد في 1959 في نيوكاسل أبون تاين في المملكة المتحدة.